# Feruk (cràter)
Feruk és un cràter d'impacte en el planeta Venus de 8,3 km de diàmetre. Porta el nom d'un antropònim nivkh, i el seu nom va ser aprovat per la Unió Astronòmica Internacional el 1997.